# I liga 2007-2008 (calcio a 5)
Il Campionato polacco di calcio a 5 2007-2008 è stato il quattordicesimo campionato polacco di calcio a 5, disputato nella stagione 2007/2008 e che ha visto imporsi per la quinta volta il Nova Gliwice.

## Classifica
| Pos | Squadra                  | Pti | G  | V  | N | P  | GF  | GS  |
| --- | ------------------------ | --- | -- | -- | - | -- | --- | --- |
| 1   | Nova Gliwice             | 64  | 24 | 21 | 1 | 2  | 129 | 75  |
| 2   | Hurtap Łęczyca           | 57  | 24 | 18 | 3 | 3  | 112 | 57  |
| 3   | Clearex Chorzów          | 49  | 24 | 16 | 1 | 7  | 100 | 72  |
| 4   | Jango Katowice           | 44  | 24 | 12 | 8 | 4  | 98  | 70  |
| 5   | Akademia Poznań          | 39  | 24 | 12 | 3 | 9  | 106 | 91  |
| 6   | GKS Tychy                | 34  | 24 | 10 | 4 | 10 | 91  | 97  |
| 7   | Pogoń Stettino           | 33  | 24 | 9  | 6 | 9  | 82  | 88  |
| 8   | Kupczyk Cracovia         | 32  | 24 | 8  | 8 | 8  | 84  | 80  |
| 9   | Grembach Zgierz          | 29  | 24 | 8  | 5 | 11 | 105 | 94  |
| 10  | Gaszyñscy Kraków         | 28  | 24 | 9  | 1 | 14 | 90  | 96  |
| 11  | Siemianowice Śląskie     | 13  | 24 | 4  | 1 | 19 | 57  | 107 |
| 12  | AZS UW Warszawa          | 12  | 24 | 3  | 3 | 18 | 56  | 118 |
| 13  | Marioss Gazownik Wawelno | 11  | 24 | 3  | 2 | 19 | 77  | 142 |

|  | Campione   |
|  | Retrocesse |